# Lanzendorf (Herrschaft)
Die Herrschaft Lanzendorf war eine Grundherrschaft im Viertel unter dem Wienerwald im Erzherzogtum Österreich unter der Enns, dem heutigen Niederösterreich.

## Ausdehnung
Die Herrschaft, der auch das Gut Unterlanzendorf angehörte, umfasste zuletzt die Ortsobrigkeit über Oberlanzendorf, Unterlanzendorf und Maria Lanzendorf. Der Sitz der Verwaltung befand sich im Schloss Lanzendorf in Oberlanzendorf.

## Geschichte
Letzter Inhaber der Allodialherrschaft war Moritz Edler von Tschoffen, der hier eine Fabrik für Metallgeschirr und Messingwaren betrieb. Die Herrschaft wurde als Folge der Reformen 1848/1849 aufgelöst.